# Deadly Harvest (Roman)
Deadly Harvest ist ein in englischer Sprache geschriebener Kriminalroman von Carolyn Walker, der erstmals 2005 erschien. Er ist auch als Hörbuch erhältlich.

## Inhalt
Mitten in der Nacht bekam die neue Chefinspektorin Jane Honeywell einen Anruf von ihrem Mitarbeiter Pete Fish. Auf der Chittleham-Farm von Mervin Peck hat man die Leiche einer Frau gefunden.
Die Tote war Rose Carter, eine Teilzeitlehrerin und Statistikerin. Rose Carter war Mitglied einer Tierschutzorganisation.
Nach einigen Befragungen gab Mervin Peck zu, dass er sie tötete. Aber er beteuerte, dass es ein Unfall gewesen sei. Rose Carter drohte ihm mit einer Anzeige, wenn er seine Tiere nicht besser behandeln würde. Es kam zum Streit, und sie versuchte, sich mit einer Axt zu wehren. Mervin Peck wollte ihr diese abnehmen, doch sie verletzte sich selbst tödlich.
Nachdem Mervin das Geständnis abgelegt hatte, musste er unerwartet wegen einer seltsamen Krankheit ins Krankenhaus eingeliefert werden. Kurze Zeit später wurde er dort ermordet aufgefunden. Erneut begannen die Ermittlungen. Und schon wenige Zeit später stand fest, dass Mervins Bruder, Jack Peck, mit Hilfe von Jo Keane Mervin umgebracht hatte. Er hatte Angst, dass Mervin ihn wegen verbotener Experimente mit Schafen verraten würde.

## Personenbeschreibung
- Jane Honeywell: Sie ist die neue Chef-Inspektorin von der Polizeistation in Pilton, wo sie erst vor kurzem mit ihrer Katze Julian hingezogen ist.
- Pete Fish: Er ist ein Detektiv-Inspektor. Er wohnt und arbeitet in Pilton und war vorgesehen für Janes Stelle.
- George Ferguson: Der Direktor der Polizeistation von Pilton
- Penny Kingdom: Detektiv-Sergeant
- Tony Reilly: Detektiv-Constable
- Maggie Pincombe: Detektiv-Constable
- Dick Plumb: Polizei-Constable
- Morgan: Polizei-Constable
- Mervin Peck: Er ist ein Schafbauer und besitzt eine eigene Farm. Er ist Jacks Adoptivbruder.
- Jack Peck: Er ist Mervins Bruder und arbeitet bei 'Hunter Products'.
- Susan Peck: Sie ist Jacks Frau.
- Rose Carter: Eine Teilzeitlehrerin und Statistikerin.
- Jo Keane: Managerin von 'Hunter Products'
- Brian Millman: Er arbeitet bei Mervin auf Chittleham Farm.
- Elisa Scott: Ein Mitglied der PAW
- Pat James: Ein Gerichtsmediziner bei der Polizei.
- Dr Fahid: Ein Doktor des Spitals von Pilton

## Abkürzungen
- PAW: Projekt für Tierwohlfahrt
- RSPCA: Königliche Gesellschaft zur Verhinderung von Grausamkeit an Tieren
- ID: Identitätskarte
- MI6: Eine Abteilung des Britischen Geheimdienstes